# Davey Ray Moor
Davey Ray Moor (Beirut, ...) è un polistrumentista, compositore, cantante e docente di musica australiano.

## Biografia
Nato a Beirut da genitori australiani (il padre lavorava in Libano per conto delle Nazioni Unite) e cresciuto in Australia, vive in Inghilterra dalla seconda metà degli anni ottanta.
Ha iniziato la carriera come musicista professionista a Sydney suonando le tastiere nel gruppo psichedelico dei Church, con cui ha registrato un album e due EP: Remote Luxury e Persia.
Successivamente è entrato far parte del gruppo rock indipendente The Crystal Set, di cui è stato tastierista e corista. Dopo aver registrato con i Crystal Set quattro singoli e un album, ottenendo un buon successo all'interno della scena indie australiana, Moor ha lasciato il gruppo per trasferirsi in Inghilterra, dove ha iniziato a lavorare come compositore al The Beatmasters studio.
In seguito ha aperto uno studio di registrazione vicino a Glastonbury, dove, per una decina d'anni, ha composto colonne sonore per la televisione, per film e documentari.
Nel 1998, con i colleghi Robin Brown e Alexander Zennor ha realizzato la colonna sonora per il film Dispatches per l'emittente televisiva Channel 4, che ha vinto il BAFTA come miglior documentario. Tra gli altri premi si ricorda il "Best Short" per un ident di MTV al New York Film Festival nel 1993.
In questo periodo Davey Ray Moor ha realizzato colonne sonore e jingle per numerosi programmi televisivi e spot pubblicitari. Tra i suoi clienti ci sono state importanti aziende quali: BBC, Channel 4, ITV, MTV, VH-1, Sky, Pepsi, Budweiser, Bacardi, Nintendo, Nissan e Remington.
Nel frattempo Moor ha continuato a comporre canzoni e verso la fine degli anni novanta ha formato il gruppo dei Cousteau, per il quale è soprattutto conosciuto in Italia. I Cousteau hanno debuttato nel 1999 con un album eponimo e autoprodotto, contenente le canzoni di Moor. Grazie al successo ottenuto, l'album è stato remixato e ristampato dalla Palm Pictures. L'album Cousteau ha ricevuto gli elogi della critica musicale mondiale e ha incontrato largo successo di vendite in tutta Europa, in special modo in Italia, dove ha vinto il disco d'oro nel 2001, e negli Stati Uniti.
Con il secondo album Sirena (2002), dal titolo in italiano, in omaggio all'Italia, i Cousteau hanno confermato il loro successo e il loro seguito di pubblico. Nonostante ciò, proprio pochi mesi dopo l'uscita dell'album, Davey Ray Moor ha lasciato il gruppo, per proseguire con nuovi progetti.
La dipartita di Moor dai Cousteau è coincisa con un episodio singolare: dovendo partire con il gruppo per gli Stati Uniti per il tour di Sirena, Moor è stato costretto a rimanere in Europa, e a farsi sostituire da un altro tastierista, per mancata concessione del visto d'ingresso da parte degli Stati Uniti, che, in base alle norme di sicurezza adottate in seguito all'11 settembre, hanno vietato o comunque fortemente limitato l'accesso sul loro territorio a tutti i cittadini dei paesi mediorientali e agli individui nati in questi paesi. Così a Moor, nato a Beirut, ma chiaramente anglosassone, è stato impedito di entrare negli Stati Uniti e seguire la sua band in tour.
Questo episodio ha anche deciso la produzione del disco di Cristina Donà, Dove sei tu. La collaborazione di Moor al progetto, infatti, era prevista solo in fase di pre-produzione o soltanto per la produzione di alcuni brani dell'album, ma il soggiorno obbligato in Europa ha fatto sì che il suo lavoro si estendesse a tutta la realizzazione del disco.
In seguito alla realizzazione di Dove sei tu, Davey Ray Moor ha accompagnato Cristina Donà in alcune date del suo tour, nell'estate del 2003, aprendone i concerti con un breve set solista in cui ha reinterpretato alcuni brani del repertorio dei Cousteau.
Sempre nel corso del 2003 Moor ha lavorato con la Donà alla realizzazione di un album in inglese della cantautrice italiana, aiutandola nella traduzione dei brani di Dove sei tu dall'italiano all'inglese e procedendo ad una nuova registrazione degli stessi. L'album dal titolo Cristina Donà è uscito nel settembre del 2004 in 33 paesi nel mondo e ha ricevuto gli elogi della critica musicale mondiale.
All'inizio del 2004 è uscito in Italia, per la Nun Entertainment, l'album solista di Davey Ray Moor, Telepathy, che ha incontrato i consensi unanimi della critica specializzata, piazzandosi tra i cento migliori album del 2004 della rivista Musica! di Repubblica. Pubblicato sotto lo pseudonimo Stellar Ray, Telepathy è un progetto di ampio respiro che ha coinvolto alcuni esponenti della musica europea, tra i quali molti italiani: Cristina Donà e i suoi musicisti Cristian Calcagnile, Lorenzo Corti e Marco Ferrara, il cantante italiano Sergio Cocchi, i cantanti Darion Marshall e Debbie Sanders, Zennor Alexander e lo stesso Moor.
Nel corso degli anni successivi sono continuati i rapporti con l'Italia, Davey Ray Moor ha infatti prodotto il quarto album del gruppo rock italiano dei Mambassa, che porta il titolo del nome della band, e l'album di debutto della cantautrice padovana Lubjan, 1 (OneUno), uscito alla fine del 2005.
Nel gennaio 2005 Telepathy è stato pubblicato, a nome Davey Ray Moor, negli Stati Uniti dalla Lakeshore Entertainment.

Davey Ray Moor ha collaborato anche con gli Afterhours alla realizzazione del loro album in inglese Ballads for Little Hyenas, uscito all'inizio del 2006: ha lavorato all'adattamento dei brani di Ballate per piccole iene dall'italiano all'inglese e alla produzione vocale.
Attualmente Davey Ray Moor insegna musica e tecnologie musicali all'università di Bath.

## Discografia

### The Church
- 1984 - Remote Luxury (EP e album)
- 1984 - Persia (EP)

### The Crystal Set
- 1987 - From Now On

### Cousteau
- 1999 - Cousteau (ristampe: 2000, 2001)
- 2002 - Sirena
- 2005 - Nova Scotia

### Progetto Stellar Ray
- 2004 - Telepathy (nel 2005 negli USA)

### Produzioni per altri artisti
- 2003 - Dove sei tu - Cristina Donà
- 2004 - Cristina Donà - Cristina Donà
- 2004 - Mambassa - Mambassa
- 2005 - 1 (OneUno) - Lubjan

### Collaborazioni
- 2001 - The First Blood Mystery - Carina Round
- 2006 - Ballads for Little Hyenas - Afterhours